# The Press-Enterprise
Le Press-Enterprise est un quotidien généraliste américain de langue anglaise, fondé en 1878 et qui dessert le Inland Empire en Californie. Ses quartiers généraux se situent à Riverside.